# ゲティスバーグ方面作戦

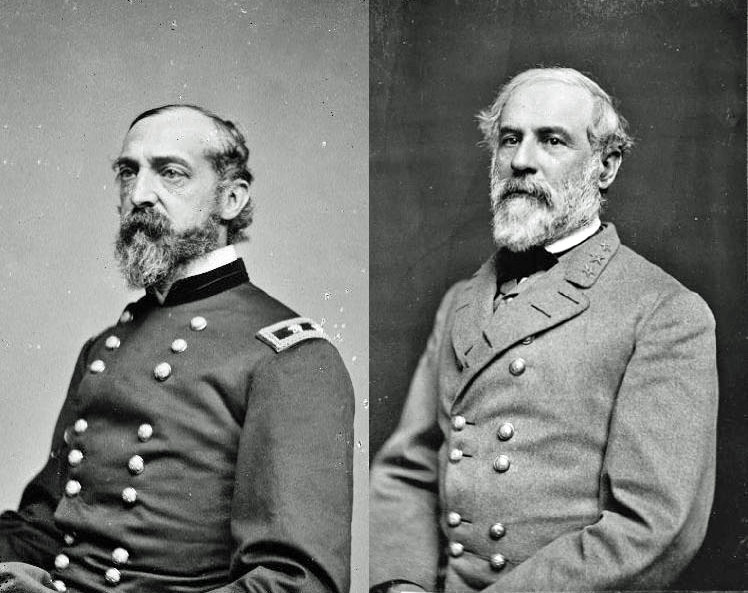
両軍の指揮官、ミード（左）とリー

ゲティスバーグ方面作戦(7月3日まで)
南軍
北軍
点線は騎兵隊の動きを示す

ゲティスバーグ方面作戦（ゲティスバーグほうめんさくせん、英:Gettysburg Campaign）は、1863年6月と7月に、南北戦争の東部戦線で戦われた一連の戦闘である。南軍将軍ロバート・E・リーの北バージニア軍は、チャンセラーズヴィルの戦いの勝利の後で、北に動いてバージニア州、メリーランド州およびペンシルベニア州で攻撃的な作戦を展開した。北軍ジョセフ・フッカー少将とジョージ・ミード少将（6月28日以降）に指揮されるポトマック軍はリー軍を追跡し、ゲティスバーグの戦いで打ち破ったが、リー軍がバージニアに逃れるのを許した。
ペンシルベニア州南部の大半では、ゲティスバーグ方面作戦が「1863年の緊急事態」として広く知られ、州知事アンドリュー・カーティンが緊急に志願民兵の連隊（複数）を起ち上げ、侵略の脅威に対抗した。この軍事作戦で、メリーランド州およびペンシルベニア州の何千という避難民が迫り来る南軍を避けて北や東に逃亡し、ペンシルベニア州南部のボロや郡では人口の変動になった。また戦闘での損失は47,000名となり、市民の財産の被害額は数十万ドルに上った。

## 背景
チャンセラーズヴィルの戦い（1863年4月30日-5月6日）でリーの北バージニア軍が北軍のポトマック軍を破った直ぐ後で、リーは北部への2回目の侵攻を決断した。そのような動きは夏の作戦行動を計画していた北軍を慌てさせ、リー軍にはラッパハノック川の背後に防衛的陣地を布いていた状態から出て、北部の豊かな農園の恵みで食いつないでいくことができ、一方で戦争で疲弊したバージニアには必要とされていた休息を与えるという効果があった。リー軍はフィラデルフィア、ボルティモアおよびワシントンD.C.を脅かすこともでき、北部で盛り上がりつつある休戦の動きを奨励する可能性があった。リーは4月19日に、その妻に宛てて次のように書いた。
アメリカ連合国政府は、ミシシッピ州ビックスバーグの守備隊を脅かす北軍の圧力をリーが減らしてくれることを望んだが、リーは軍隊を派遣して直接救援するという提案は拒否し、北東部への打撃を集中させる価値を主張した。
基本的にリーの戦略は1862年のメリーランド方面作戦で考えたものと同一だった。アンティータムの戦いの時にリーが軍団指揮官に宛てた有名な命令書（191号）を北軍のジョージ・マクレラン少将が入手し、リーが十分に軍隊を結集させる前に戦わざるを得なかったために、マクレランが侵略軍を打ち破れたという秘密を極く最近に見付けていた。このことで、臆病で効果をあげられないと考えられるもう一人の男、ジョセフ・フッカーに対してなら北部侵攻を成功させられるという自信に繋がっていた。さらにチャンセラーズヴィルの後で、その軍隊に対して最高の信頼を寄せるようになり、彼らならばリーが課す挑戦を成し遂げられると見ていた。

## 対戦した勢力
ストーンウォール・ジャクソン中将の戦死にともない、リーは北バージニア軍の大きな2個軍団を新しく3個軍団に再編した。ジェイムズ・ロングストリート中将は引き続き第1軍団を指揮したが、師団の数は減った。ジャクソンが率いていた軍団は2つに分けられ、第2軍団はリチャード・イーウェル中将に、新しい第3軍団はA・P・ヒル中将に率いさせた。これら3個軍団とJ・E・B・スチュアート少将の騎兵師団を併せ、総軍は約75,000名となった。
ジョセフ・フッカー少将のポトマック軍は、7個の歩兵と砲兵の軍団、1個騎兵軍団および砲兵の予備隊がおり、総勢は90,000名以上となった。しかし、エイブラハム・リンカーン大統領は間もなく、フッカーがチャンセラーズヴィルで敗れたことと、リーの2回目のポトマック川北への侵攻に対するフッカーの反応に同意できなかったこととで、フッカーを解任し、ジョージ・ミード少将に置き換えた。

## 戦闘
ゲティスバーグ方面作戦では次の戦闘が行われた。

### ブランディ・ステーションの戦い（6月9日）
北軍アルフレッド・プレソントン少将の騎兵隊がリー軍の所在を突き止めるために威力偵察を行い、バージニア州ブランディ・ステーション郊外に宿営していたJ・E・B・スチュアート少将の騎兵隊に夜明けの急襲を行った。南北戦争の中でも最大の圧倒的に騎兵が多い部隊同士の戦いとなったものは、アメリカの大地でも最大のものとなり、両軍に明確な勝利は無かったが、プレソントンは近くにいたリー軍の歩兵隊の位置を見付けられないままに撤退した。ブランディ・ステーションの結果は南軍の騎兵に北軍の騎兵の力が並ぶようになったという評判を裏付けた。この戦闘後、イーウェルに第2軍団に率いられたリー軍の歩兵隊がマナサス峠（およびその他の近くの峠）からブルーリッジ山脈を越えて北へ向かった。

### 第二次ウィンチェスターの戦い（6月13日-15日）
イーウェル軍団は、南軍がブルーリッジ山脈の背後で動くために、ロバート・H・ミルロイ少将のウィンチェスター守備隊を破ることで、シェナンドー渓谷を南軍の自由にした。ミルロイはハーパーズ・フェリーまで撤退する命令を受けたが、その防御力で攻撃や包囲に耐えられると考え、残る方を選んだ。ミルロイは6月14日の夕暮れにチャールズタウンまで行けると期待して撤退したが、エドワード・"アレゲニー"・ジョンソン少将師団の側面攻撃で遮られ、3,000名以上が捕虜となり、リー軍は多くの大砲や物資用荷車を捕獲した。リーは当初、ロングストリートとヒルの軍団にブルーリッジ山脈の東側を進ませるつもりだったが、イーウェルのウィンチェスターの戦闘で、支援が必要となった時のために両軍団とも西側に来させた。3個軍団全てがシェナンドー渓谷の北上を続ける一方で、スチュアートの騎兵隊はリー軍の動きを隠すためにラウドアン渓谷（重要なブルーリッジ山脈の東入口）を守った。
一方、ポトマック軍は慣れない行軍速度で動いていた。6月16日、マナサスの鉄道結節点に到着した。フッカーはリーの意図が分からず、スチュアートの騎兵隊がブルーリッジ山脈の背後での軍の動きを効果的に隠していた。フッカーは当初、リー軍がいなくなった隙にアメリカ連合国首都リッチモンドを奪うことで対応しようという考えを抱いていた。しかし、リンカーンはリー軍が真の目標であることを厳格に思い出させた。アンドリュー・カーティン知事はそのペンシルベニア州がリー軍の目標にされることを怖れ、5万名の志願兵募集を要求した。当初は7,000名しか応募が無かったが、カーティンはニューヨーク州民兵隊からの支援を求めた。ニュージャージー州のジョエル・パーカー知事もペンシルベニア州に軍隊を送ることに応じた。

### アルディーの戦い（6月17日）
バージニア州アルディーで北軍のジャドソン・キルパトリック准将の旅団と南軍トマス・T・マンフォード大佐の間で激しい騎兵戦が起こり、ブルーリッジ山脈の直ぐ西ラウドアン渓谷に深く入ろうという北軍騎兵の動きを遅らせた。4時間に及ぶ騎兵線の後で、キルパトリックに援軍が付き、マンフォードはミドルバーグに向けて撤退した。

### ミドルバーグの戦い（6月17日-19日）
第1ロードアイランド騎兵連隊がミドルバーグで攻撃され、南軍の2個騎兵旅団に完敗した。6月19日、スチュアートの部隊が町の背後で撃退され、遠くラウドアン渓谷まで撤退した。

### アッパービルの戦い（6月21日）
キルパトリックがアッパービルで南軍のウェイド・ハンプトン准将の部隊を攻撃する一方で、ジョン・ビュフォード准将の指揮する北軍騎兵師団が南軍騎兵隊の側面を衝いたが、撃退された。スチュアートは巧みにその輜重隊を守り、最終的にアシュビーズギャップ近くの強力な防衛陣地に撤退した。しかし、一旦北軍騎兵隊がその地域から撤退すると、スチュアートは直ぐに3個騎兵旅団を率いラウドアン渓谷を出て、ポトマック軍の右翼を越えて東部に対する広範な偵察と襲撃を行った。このことはこの戦争で最も議論を呼ぶ行動となった。リーがスチュアートに与えた命令は、軍隊の動きを隠し北軍の動きを報告させる意図だったが、スチュアートはこの命令を誤解したか無視したかで、敵の領域内の偵察がないままにリー軍を放っておき、以前の手柄を再現しようとして、敵軍を完全に回り込み補給部隊を襲撃しようとした。
イーウェルの軍団はペンシルベニア州深く入り続け、2個師団にはカンバーランド渓谷を通ってペンシルベニア州ハリスバーグを脅かさせ、一方ジュバル・アーリーの師団は東のサウス山地区に動いて、州緊急民兵隊および騎兵2個中隊と一連の簡単な小競り合いを繰り返した後で、6月26日にゲティスバーグを占領した。
リーの攻撃的戦略が明らかになったので、北軍総司令官ヘンリー・ハレック少将はその時アメリカ連合国首都リッチモンドの防御が薄くなっていることを利用して報復行動を立案した。ジョン・A・ディクス少将のバージニア方面軍2個師団に、バージニア半島の駐屯地（ヨークタウンとウィリアムズバーグの周辺）およびサフォーク近くからリッチモンドへ進軍することを命じた。しかし、ハレックはディクスにリッチモンドを攻撃する明白な命令を出さないという誤りを犯した。その命令は、「サウス川とノースアンナ川に架かる鉄道橋を確保し破壊することでリッチモンドを脅かし、可能な限りの損失を与えること」となっていた。ディクスは尊敬される政治家であり、攻撃的な将軍ではなかったが、ハレック命令の曖昧さにも拘わらず結果的にリッチモンド攻撃を意図した。6月27日、サミュエル・P・スピアズ大佐が率いた騎兵部隊がハノーバー鉄道結節点を襲って成功し、鉄道を守っていた南軍連隊を打ち破り、サウスアンナ川の橋と需品補給所を破壊し、物資や荷車を捕獲し、それにリー将軍の息子W・H・F・"ルーニー"・リー准将を含み100名を捕虜にした。6月29日、作戦会議の場で、ディクスとその副官達は自軍が限られた戦力（32,000名）であることの心配を表明し、脅威を与える動きに限定することを決めた。南軍のD・H・ヒル少将は、北軍のリッチモンドに対する進軍を「見せかけ(feint)ではなくて、かすかな(faint)ものだ」と記した。この作戦の実効は主に心理的なものであり、南軍には首都を守らせるためにリー軍から幾らかの部隊を戻させることになった。
6月27日の夜、リンカーンはフッカーを解任する命令を出した。フッカーは総司令官ヘンリー・ハレックとハーパーズ・フェリーの防衛部隊について議論しており、衝撃的に辞任を申し出ていた。ハレックとリンカーンは辞任を認めた。以前は第5軍団を指揮していたジョージ・ミード少将が、6月28日早朝、メリーランド州フレデリックでポトマック軍の指揮を執るように命令された。ミードは、以前は軍隊を指揮することに興味が無いと表明していたが、この指揮官変更命令に驚かされた。実のところ、ワシントンから来た士官がミードを起こして命令を伝えたとき、自分は何かの罪で逮捕されたと思った。フッカーの作戦がどのようなものだったか、さらに北西に素早く進軍している敵の3部隊の位置をほとんど知らないままに、ミードは自分流の動きを始めた。
リーは、そのいつもは鈍い敵軍がはるか北に動いたことを知らなかった。スチュアートの騎兵隊からの情報が入らないために気付かないままにしていた。ロングストリートが雇ったスパイの報告で初めて、敵軍がポトマック川を渡って近くまで迫っていることを知った。このときまでにリー軍は広く分散していた。イーウェルの軍団はサスケハナ川までほぼ到着しており、ペンシルベニア州都のハリスバーグ襲撃に備えていた。アーリーの師団はヨークを占領したが、これは戦争中に南軍の手に落ちた最大の都市になった。ロングストリートとヒルはチェンバーズバーグ近くにいた。リーはその軍団指揮官達に急報を送り、状況に応じてキャシュタウンあるいはゲティスバーグ周辺に集結するよう伝えた。

### スポーティングヒルの小競り合い（6月30日）
南軍アルバート・G・ジェンキンス准将が指揮する騎兵隊が6月28日にメカニックスバーグ付近を襲撃し、29日にはキャンプヒルの西側スポーティングヒルで第22および第37ニューヨーク州民兵隊と小競り合いを演じた。南軍は続いてカウチ砦の外郭防衛軍に圧力を掛け、1時間以上も防衛軍と争った。これはゲティスバーグ方面作戦の中では一番北での戦闘となった。その後、カーライルの方向に撤退した。

### ハノーバーの戦い（6月30日）
J・E・B・スチュアートは北軍を回り込み広範な襲撃の中で、北軍騎兵隊を攻撃してハノーバー市中を通って撤退させた。北軍のエロン・J・ファーンズワース准将の旅団が到着して反撃し、スチュアートを捕まえる寸前までいった。さらに援軍が到着した後で、スチュアートは手詰まりとなり、さらに東へ動くことを強いられた。スチュアートのイーウェルの進軍と接触を保つようにという命令は完遂される事がなく、続く大会戦の前夜には、リー軍から離れて2日間を乗り回していたことになった。

### ゲティスバーグの戦い（7月1日-3日）
ゲティスバーグは南北戦争最大の戦いであり、しばしば転換点となったと考えられている。ミードは16万人の軍隊で3日間戦ってリー軍を破り、51,000名の損失を出した。南軍ヘンリー・ヒース少将の師団に属する旅団がビュフォードの騎兵隊、続いてジョン・F・レイノルズ少将の第1軍団を潰した遭遇戦で戦いは始まった。北軍第11軍団が戦場に到着したが、第1軍団共々、北から到着したイーウェルとヒルの軍団に叩かれ、町を抜けて撤退し、町の南にあるセメタリーヒル、カルプスヒルおよびセメタリーリッジに防御的陣地を布いた。7月2日、リーはミード軍の左翼と右翼に大量同時攻撃を掛けた。リトルラウンドトップ、デビルズデン、ホィートフィールド、ピーチオーチャード、イースト・セメタリーヒルおよびカルプスヒルで激しい戦闘が展開された。ミードはその内側の戦線に沿って自軍を移動させ、南軍の前進を撃退できた。7月3日、リーは北軍中央に対してピケットの突撃を敢行させて、ほぼ3個師団が壊滅した。この時までに、スチュアートが戻り、主戦場の東で北軍の後方に回り込もうとしたときに騎兵同士の戦闘が起こり決着が着かなかった。両軍は7月4日（ビックスバーグの戦いで北軍が圧倒する勝利を挙げたのと同じ日）を対峙したまま過ごし、続いてリーが自軍に撤退を命じた。

### カーライルの戦い（7月1日）
スチュアートはイーウェル軍団の所在を掴もうとして、数日前にイーウェルが占領したカーライルに乗り入れた。スチュアートは町が北軍民兵の小さな分遣隊に奪い返されているのを発見した。リーがゲティスバーグ近くにいることを知った後に戦闘を開始し、その過程でカーライル兵舎に火を付けた。

### ハンターズタウンの戦い（7月2日）
スチュアートがゲティスバーグに到着した後で、ウェイド・ハンプトンに南軍戦線の後方左翼をカバーする位置に陣取るよう命令した。ハンプトンは町の北東4マイル (6 km)のハンターズタウン道路に跨る場所に移動し、北軍がリー軍戦線の後方に回り込むかもしれない経路を塞いだ。ジャドソン・キルパトリック師団からジョージ・アームストロング・カスターとエロン・J・ファーンズワース各准将の2個騎兵旅団が南軍左翼の終端を探っていた。カスターがハンターズタウンとゲティスバーグの間の道路にいるハンプトン隊に攻撃を掛け、ハンプトンが反撃した。ファーンズワースがその旅団を連れて到着したとき、ハンプトンはその攻撃を抑えず、砲撃戦が暗くなるまで続いた。その後ハンプトンはゲティスバーグ方向に撤退した。

### フェアフィールドの戦い（7月3日）
7月3日午後半ばに、ウィリアム・"グランブル"・ジョーンズ准将の「ローレル旅団」からの1隊がペンシルベニア州フェアフィールド近くで第6アメリカ騎兵隊を潰した。最初は第6バージニア騎兵隊が攻撃を掛けて撃退され、ジョーンズはその砲兵隊と第7バージニア騎兵隊を持ち出した。この援軍が効いて、ジョーンズはその尾根頂上にあった防御陣地から北軍を追い出し、3マイル (5 km)追いかけて停止した。この戦闘で、ヘイガーズタウン道路はリー軍がポトマック川に撤退する道として確保された。

## ゲティスバーグからの撤退

### ウィリアムズポートの戦い（7月6日-16日）
ウィリアムズポートの戦いはリー軍がポトマック川方向に撤退する間に行われた一連の小規模戦闘だった。ミードはリー軍を追撃したが、リーがポトマック川を渡って逃げ出すまでに威力ある攻撃が出来なかった。7月4日以降の時期は雨が多く道は悪路となったが、リー軍は移動する動機が強く、ミード軍を置き去った。南軍騎兵隊のジョン・D・インボーデン准将は負傷者を運ぶ馬車隊を援護しており、7月6日に脹れ上がった洪水に遮断されたが、北軍ビュフォードとジャドソン・キルパトリックからの攻撃に大胆に立ち向かった。このときは負傷者にも武器を持たせて防御させた。ミードは7月12日に部下達と作戦会議を開き、リーが完全に川を渡って安全地帯に逃げ込む前の7月14日に攻撃すると決めた。しかし、リー軍の大半は7月13日から14日に掛けての夜にフォーリング・ウォーターズでポトマック川を渡り終え、ミードの作戦を潰した。ヒース師団の部隊が渡河を隠し、キルパトリックの騎兵隊が殿軍の約700名を捕獲した。ピケットの突撃を生き延びたJ・ジョンストン・ペティグルー准将はこの作戦中に致命傷を負った。

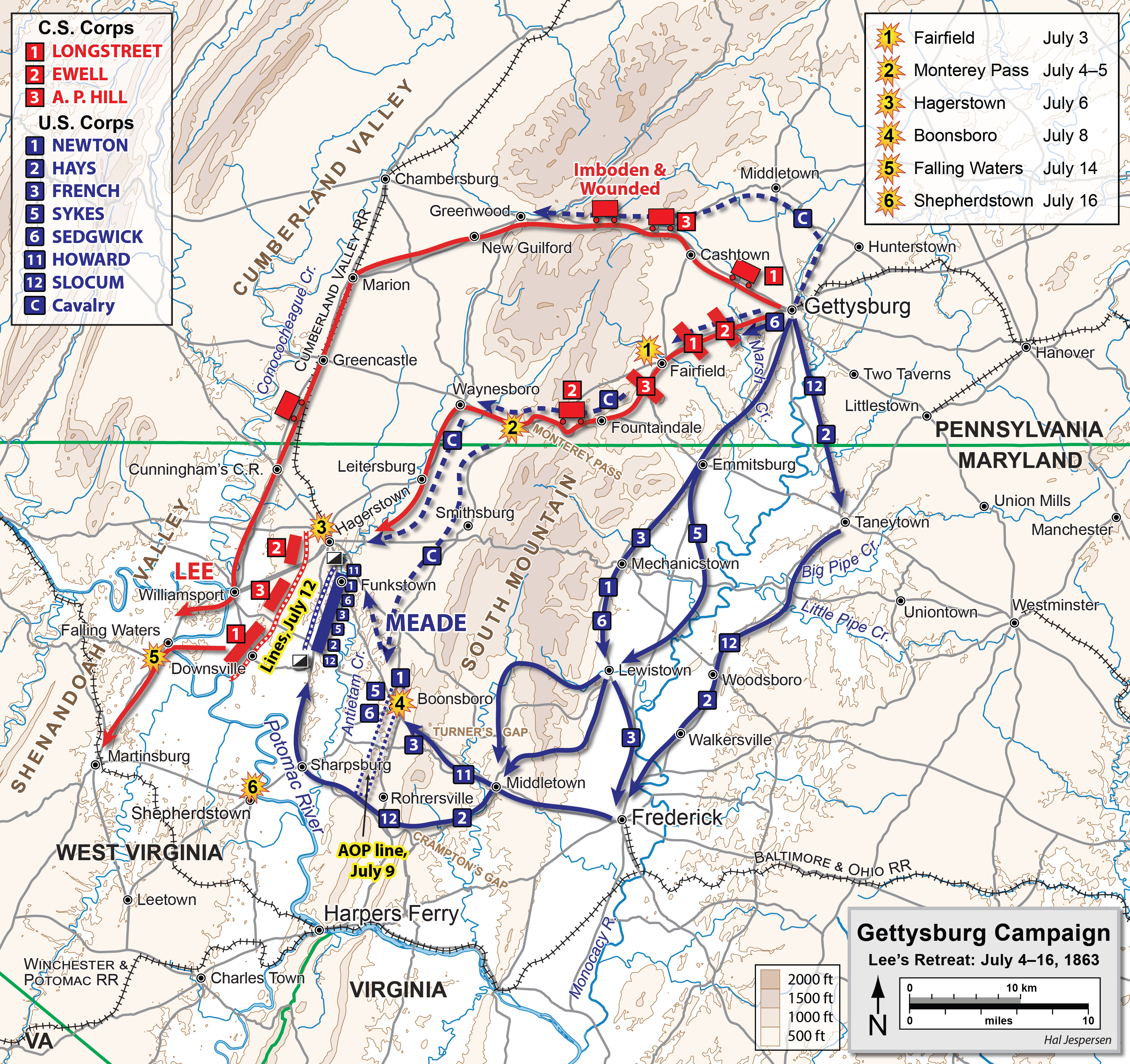
ゲティスバーグ方面作戦（7月5日-14日）

### ブーンズボロの戦い（7月8日）
リー軍の殿軍を担当した騎兵隊がサウス山の峠で北軍騎兵隊を潰し、北バージニア軍に対する北軍の追撃を遅らせた。

### マナサスギャップの戦い（7月23日）
ミードはシェナンドー渓谷で撤退中のリー軍を攻撃しようとして不成功に終わった。ウィリアム・H・フレンチ少将の攻撃は連携がまずかった。南軍の背面を襲ったが、南軍は比較的無傷で逃げ出した。7月24日、北軍はバージニア州フロントロイヤルを占領したが、リー軍はうまく追撃を逃れた。

## 戦闘の後
ゲティスバーグ方面作戦は南北戦争におけるリー将軍の最後の大きな攻勢だった。この時点から、北バージニア軍のあらゆる戦闘行動は主導権をとった北軍への反応だった。リー軍はこの方面作戦で27,000名以上の損失を蒙り、この代償は南軍にとって重いものとなった。また方面作戦の目的を何一つ果たせなかった。北軍の損失は約30,100名だった。
しかし、ミードはリー軍を逃がしたことで厳しい批判を浴びた。これはアンティータムの戦い後のジョージ・マクレランの場合と同じだった。リンカーンからの圧力を受け、ミードはその秋にリー軍を破るための2つの方面作戦を行った。ブリストー方面作戦とマイン・ランの戦いである。どちらも失敗だった。ミードは両院合同戦争遂行委員会の前で政敵のために、ゲティスバーグでの行動やポトマック川でリー軍を仕留め損なったことについて問われて、辱めも受けた。
1863年11月19日、エイブラハム・リンカーンはゲティスバーグ戦場跡に造られた国立墓地の除幕式典で演説した。そのゲティスバーグ演説は戦争を再定義し、具体的目標として奴隷制の破壊を挙げ、この国に「新しい自由の誕生」を要求した。